# Ярослав Хутка
Ярослав Хутка (на чешки: Jaroslav Hutka) е чешки фолк музикант, поет, композитор и текстописец.  Автор е на поредица от протестни и сатирични песни. Говорител на Харта 77. Той е един от най-ярките и разпознаваеми представители на дисидентското движение в Чехословакия. Неговата музика съчетава по един специфичен начин моравският фолклор и съвременното фолк звучене. Стилистично музиката му наподобява звученето на средновековните бардове. Единадесет години живее в принудителна емиграция в Нидерландия. Никога не се е отказал от чехословашкото си гражданство. През 1989 год. се завръща в Чехословакия и участва в редица протестни манифестации на Гражданския форум. По-късно, разочарован от „пост-апокалиптичното“ политическо и културно развитие на Чехословакия, той се оттегля от политическия живот и се затваря в зоната на „ъндърграунда“. Открито критикува новата власт и активно се включва в средите на природозащитните движения в страната.
Яромир Хутка свири на акустична китара. Изнася концерти предимно в малки зали и клубове. Известно време свири заедно с бас китариста Радим Хладик (Radim Hladík). Интерес предизвикват неговите баладични интерпретации на стари моравски песни.

## Биография
Ярослав Хутка е роден на 21 април 1947 год. в моравския град Омолоуц. Учи в Училище  за художествени занаяти в гр. Прага, образование което така и не завършва. В края на шейсетте години започва да свири с Владимир Вейт, който дълго време музицира текстовете му. По-късно започва да се представя със собствена музикална програма, където популяризира и стари моравски народни песни. Той е изключително популярен в Чехословакия. На няколко пъти е определян за певец и текстописец на годината. Основател и член на фолк асоциацията „Шафран“. През 1974 г. е регистриран от тогавашната Държавна сигурност като „проверено“ и „враждебно настроено лице“. През 1977 г. участва в организирания от Вацлав Хавел “Трети културен фестивал”, състоял се близо до гр. Трутнов. Той е сред подписалите Харта 77 и е един от говорителите ѝ.
След постоянен полицейски тормоз напуска Чехословакия през октомври 1978 г. Единадесет години живее като емигрант в Нидерландия. На 25 ноември 1989 г., след падането на комунистическия режим, се завръща в Чехословакия и още същия ден пее на една от най-големите протестни манифестации в Прага. С течение на времето обаче, подобно на Карел Крил, той става яростен критик на чешката посткомунистическа демокрация.
От 1998 г. започва да издава сам своите произведения. Записва дискове (CD) на домашния си компютър. Сам проектира и отпечатва обложките. Част от тези дискове той продава, но повечето раздава на концертите си. Той кръщава тази самоинициатива издателство Samopal, което е двусмислено чешко словосъчетания от думите сам (самостоятелно действие) и паля (запис на компютър). Поставил си е амбициозната цел да издаде цялото си творчество на компактдискове.
През 2022 год. записва  песента Украйна, където ясно изразява своята гражданска прозиция срещу инвазията в Украйна. На 1 март 2022 год. участва и в концерта посветен на народа на Украйна.

## Избрана дискография[4]
- Stůj, břízo zelená (издава Supraphon, Praha, 1974/75, LP)
- Vandrovali hudci (издава Supraphon, Praha, 1976, LP)
- Pravděpodobné vzdálenosti (издават Šafrán, Praha 1978 и Uppsala 1979, LP)
- Minulost mává nám (издава Šafrán, Praha 1978 и Uppsala 1979, LP)
- Hier is mijn thuis (Zde domov můj) (издава Paladyn, Rotterdam 1984, LP)
- Nizozemí (1988, MC)
- Návrat (издава Supraphon, Praha 1990, LP)
- Novinové sloupy (издава Šafrán, Praha 1990, LP)
- Vyjdi slunko (издава Šafrán, Praha 1990, LP)
- Pánbů na poli (издава Praha, Reflex 1991, LP)
- Pravděpodobné vzdálenosti (издава Praha, Ultravox 1992)
- Výběr z Návrat a Pánbů…, Pravděpodobné vzdálenosti, Stůj břízo zelená, Proč, Proč (издава Fosil, 1998, Praha)
- Vandrovali hudci (издава Sony music и Bonton, Praha 1999)
- Slunečnice (издава Black Point, Praha 1999)
- Tango o Praze (издава Black Point, Praha 1999)
- ZVÍŘÁTKA (издава SAMOPAL, 2007), първа версия от 4 декември 2007 по музика на Владимир Вейт
- KONCERT V BARVÁCH SVĚTLÉ (издава SAMOPAL, 2009), концерт в гр. Светла над Сазава (Světlá nad Sázavou) 29 януари 2009 по музика на Владимир Вейт
- ZUZANA VE SKALÁCH (издава SAMOPAL, 2009), трета версия от 6 октомври 2009 по музика на Владимир Вейт
- Tak jako květ (издава SAMOPAL, 2011)
- Bílý slon (издава SAMOPAL, 2013) по музика на Владимир Вейт
- Lucerna Live (издава SAMOPAL, 1990, 2014)
- LUCERNA - TENKRÁT ZA SAMETOVÉ REVOLUCE (издава Galén, 2014) запис от концерта на 21 януари 1990. Запис Petr Benesch. Издадено през 2015 г. от студио Galén
- MISTŘE JENE записано в студио Delftu през 1987-1988 с участието на Ben Jurgens (пиано), Bernard Jan Kahmann (бас китара), Pavel Steidl (китара и вокал), Jan Ramp (китара), Jan Gerritsen (саксофон), Wim Kahmann (ударни инструменти). Издадено през 2015 г. от Galén
- Putinova kulka (издава SAMOPAL, 2022)
- DUHOVÁ BUBLINA (издава SAMOPAL по музика на Владимир Вейт)
- UKRAJINA (музика Ш. Рак (Š. Rak), текст Я. Хутка (J. Hutka), 2022)[5]

Плочи, издадени заедно с други изпълнители:
- Šafrán – Hutka, Lutka, Třešňák, Voňková (издава Supraphon, Praha 1977; Praha 1990)
- Zakázaní zpěváci druhé kultury Плочата представу песни на: Marta Kubišová, Jaroslav Hutka, Vladimír Veit, Karel Soukup, Svatopluk Karásek, Vlasta Třešňák (издава Šafrán, Praha 1978; в Stockholm 1978 и Uppsala 1982
- Křesťanské songy a podobenství (издава Multisonic, Praha 1990)